# Garuhapé-Mi
Garuhapé-Mí es una localidad argentina localizada en el Departamento Libertador General San Martín, en la provincia de Misiones.

## Ubicación
Se encuentra emplazada a 160 km al nordeste de Posadas, la capital provincial. Depende administrativamente del municipio de Garuhapé.

## Historia
Su fundación, acontecida el 5 de mayo de 1951 se debió a la instalación de un gran aserradero, la Empresa Garumí S.A., cuya actividad le dio vida por medio siglo, hasta su cierre definitivo acontecido en 1998.
Posee una escuela primaria, la Escuela Provincial N.º 344, y una secundaria, Bachillerato Polivalente N° 34. 
Su población entre zonas urbanas y rurales es de alrededor de 2.000 habitantes.
- Datos: Q5524479